# Birger Sellin
Birger Sellin (* 1. Februar 1973 in Berlin) wurde als deutscher Autor von Buchveröffentlichungen bekannt, die er trotz seiner Behinderung als Autist eigenständig verfasst haben soll.

## Leben und Wirken
Sellin weist seit seinem zweiten Lebensjahr – vermutlich aufgrund einer postenzephalitischen Retardierung – in seinem Verhalten Merkmale eines Autismus auf, die ihn stark beeinträchtigen. Seit August 1990 sehen seine Eltern jedoch in der „gestützten Kommunikation“ eine Möglichkeit, sich mit ihrem Sohn schriftlich verständigen zu können. Der Journalist Michael Klonovsky wurde 1992 auf den Fall aufmerksam und verfasste im Hamburger Zeit-Magazin vom 31. Juli 1992 einen Artikel über Birger Sellin.
Größere Bekanntheit erlangte Sellin schließlich durch das 1993 von Klonovsky herausgegebene Buch Ich will kein Inmich mehr sein, welches Sellin mit Hilfe der gestützten Kommunikation eigenständig verfasst haben soll. Das Buch war mit über 80.000 verkauften Exemplaren und Übersetzungen in sieben Sprachen sehr erfolgreich – es führte aber auch zu heftigen Kontroversen um die gestützte Kommunikation und damit einhergehend auch zu Zweifeln an der Glaubwürdigkeit hinsichtlich der Autorenschaft Sellins, ebenso wie zwei Fernsehsendungen mit und über Birger Sellin. 
So drehte Felix Kuballa für den WDR den Dokumentarfilm wie ein wuchernder erdklumpen auf der seele über Birger Sellin. Der Film und Kuballa erhielten 1995 den Sonderpreis des Kultusministers von Nordrhein-Westfalen beim Adolf-Grimme-Preis. Und am 30. August 1995 hatte Sellin einen Auftritt in der Sendung Stern-TV mit Günther Jauch, während der er, unterstützt von seiner Mutter, von Jauch live interviewt wurde.
Nach seinen Buchveröffentlichungen von 1993 und 1995 wurden Texte von Birger Sellin in einem Lied auf einem Album der Band Pur (1998), in einer Kammeroper (2000) sowie in einem experimentellen Rundfunk-Hörspiel (2005) genutzt.
Am 24. Juli 2013 wurde in Stern-TV ein Feature über den inzwischen 40-jährigen Birger Sellin mit dem Titel Ein Autist sucht Kontakt mit der Außenwelt gesendet.

## Bibliografie

### Autobiografisches
- Ich will kein Inmich mehr sein: Botschaften aus einem autistischen Kerker. Hrsg. von Michael Klonovsky. Kiepenheuer & Witsch, Köln 1993, ISBN 3-462-02289-X
- Ich Deserteur einer artigen Autistenrasse: neue Botschaften an das Volk der Oberwelt. Hrsg. von Michael Klonovsky. Kiepenheuer & Witsch, Köln 1995, ISBN 3-462-02457-4

### Dramaturgische Bearbeitungen
- Ich will raus hier, ein Song der Band Pur unter Nutzung von Auszügen aus Ich will kein Inmich mehr sein, enthalten in deren Album Mächtig viel Theater, 1998.[3]
- nimmerlandmensch. Kammeroper. Texte: Birger Sellin. Musik: Marc Schubring, Konzept und Regie: Thomas Münstermann.  Uraufführung am Theater Osnabrück, 2000.
- I don't want to be inside me anymore – ich will kein inmich mehr sein. Experimentelles Hörspiel von Darren Copeland als Versuch einer akustischen Umsetzung der angenommenen Innenwelt eines Autisten mit Versatzstücken aus Birger Sellins Texten. Eine Produktion des DeutschlandRadios Berlin, 2005.